# さらばキューバ
『さらばキューバ』（原題：Cuba）は、1979年制作のアメリカ合衆国のドラマ映画。リチャード・レスター監督、ショーン・コネリー主演。

## あらすじ
1958年、ゲリラ戦のプロ・デイプスはキューバにやって来た。キューバを支配しているバティスタ政権の軍事顧問として迎えられたためだ。
政権の実力者ベイヨ将軍が開いた歓迎会で、デイプスは元恋人のアレックスと再会する。彼女はキューバ経済を牛耳るプリード・コンツェルンの放蕩息子フアンの妻となっていた。
デイプスとアレックスは再び愛し合うようになるが、2人の間には深い溝が出来ており、最早昔のような愛情はなかった。そんな中、ついに革命が勃発する。

## キャスト
- ロバート・デイプス少佐	：ショーン・コネリー（吹替：小林修）
- アレクサンドラ“アレックス”・プリード：ブルック・アダムス（吹替：吉田理保子）
- フアン・プリード：クリス・サランドン（吹替：千田光男）
- ガットマン：ジャック・ウェストン（吹替：緒方賢一）
- スキナー：デンホルム・エリオット
- ベイヨ将軍：マーティン・バルサム（吹替：村松康雄）
- ラミレス大尉：ヘクター・エリゾンド
- ロネット・マッキー
- ドン・ホセ・プリード：ウォルター・ゴテル（吹替：藤本譲）
- フリオ：ダニー・デ・ラ・パス

※テレビ放映：TBSテレビ「金曜ロードショー」（深夜映画枠）1986年2月14日